# Sergio Assisi
Sergio Assisi (Napoli, 13 maggio 1972) è un attore italiano.

## Biografia
Cresciuto in un ambiente familiare artisticamente vivace (la madre scriveva poesie e canzoni napoletane, il padre aveva trascorsi giovanili teatrali), sin da bambino rivela una indole creativa: a 10 anni inizia a scrivere racconti, a 12 anni a girare sketch, a 16 anni arriva il debutto sul palcoscenico, partecipando a piccoli spettacoli. Nel 1992 accede all'Accademia d'arte drammatica del Teatro Bellini di Napoli, vincendo una delle borse di studio stanziate dall'accademia, allora diretta da Tato Russo. Nello stesso anno, Livio Galassi gli offre la parte principale nel George Dandin di Molière.
Inizia una lunga serie di spettacoli che gli consentono di cimentarsi nei generi più diversi: dalla tragedia greca alla commedia classica napoletana di Eduardo Scarpetta, dalle tragedie di William Shakespeare alla commedia dell'arte di Carlo Goldoni, e il teatro contemporaneo, fino al debutto alla regia teatrale nel 2003 con C'è folla al castello di Jean Tardieu. Nel 1998 arriva l'esordio nel cinema con il film Ferdinando e Carolina di Lina Wertmüller, che lo sceglie per il ruolo di re Ferdinando IV di Napoli, per il quale viene candidato al Globo d'oro come migliore attore protagonista. Nel 1999 gira la commedia L'uomo della fortuna, commedia ispirata al gioco del lotto.
Il 2000 è l'anno del debutto televisivo: Edwige Fenech gli offre il ruolo di co-protagonista nella miniserie TV L'attentatuni - Il grande attentato. Nel 2003 riveste il ruolo di co-protagonista nel film Guardiani delle nuvole che vince il Cairo International Film Festival. Anche per il piccolo schermo da vita a diversi personaggi, passando dai ruoli in costume a quelli contemporanei, dai ruoli drammatici come in Graffio di tigre, miniserie ambientata durante la guerra di liberazione, a quelli brillanti, su tutti Umberto nelle prime due stagioni della serie Capri; e rivestendo sia ruoli negativi, come l'arrivista cancelliere Federico Funelli nella miniserie Assunta Spina, e l'esuberante barone Nicola di Conegliano in Elisa di Rivombrosa 2, che ruoli positivi, come Antonio, il protagonista di Mannaggia alla miseria di Lina Wertmüller.
Nel 2010 prende parte alla miniserie, ispirata alla storia del Trio Lescano, Le ragazze dello swing. Gira, da protagonista, la serie mistery Zodiaco - Il libro perduto, e Il commissario Nardone, fiction ispirata alla storia del commissario di polizia che nell'Italia post-bellica divenne un punto di riferimento nella lotta alla criminalità. Nel 2013 è sul set del film della serie TV Purché finisca bene, episodio Una coppia modello. Nel 2014 dirige il film commedia A Napoli non piove mai, di cui è anche attore e produttore. È quindi al cinema con Fratelli unici, accanto a Raoul Bova e Luca Argentero. Nel 2015 ritorna in teatro con la commedia Oggi sto da Dio, da lui scritta e prodotta, e nello stesso anno affianca Claudia Cardinale in Ultima fermata. Nel 2016 torna in televisione con la fiction Rimbocchiamoci le maniche, al fianco di Sabrina Ferilli.
Nel 2017 porta a teatro la commedia L'ispettore Drake e il delitto perfetto, ed è di nuovo sul set del film della serie TV Purché finisca bene, episodio Basta un paio di baffi. Nel 2018 debutta come conduttore di PrimaFestival, il notiziario flash dedicato al 68º Festival della Canzone Italiana di Sanremo. È poi sul set della terza stagione della serie TV Una pallottola nel cuore con Gigi Proietti, e di un altro film della serie TV Purché finisca bene, episodio Non ho niente da perdere. Nel 2020 è nel cast della serie L'allieva 3.
Nel 2021 partecipa come concorrente alla seconda edizione de Il cantante mascherato.
Dirige Il mio regno per una farfalla, al cinema dal 13 giugno 2024, dov'è anche sceneggiatore e attore. Nello stesso anno partecipa alla miniserie televisiva Gloria, di nuovo con la Ferilli.

### Vita privata
Da bambino ha giocato nelle giovanili della squadra del Napoli, nel ruolo di portiere, insieme a Fabio Cannavaro.
Appassionato di fotografia, ha collaborato con il fratello Dario, fotografo e professore di pittura, alla realizzazione di raccolte fotografiche sull'estro della città partenopea, pubblicando nel 2008 il libro S/Pazza Napoli e nel 2012 il secondo volume Strapazza Napoli.
Dal 2006 al 2011 ha avuto una relazione con la collega Gabriella Pession, conosciuta nel 1998 durante le riprese del film Ferdinando e Carolina e ritrovata poi nel 2005 sul set della fiction Capri.

## Filmografia

### Cinema
- Pacco, doppio pacco e contropaccotto, regia di Nanni Loy (1993)
- Ferdinando e Carolina, regia di Lina Wertmüller (1999)
- L'uomo della fortuna, regia di Silvia Saraceno (2000)
- Guardiani delle nuvole, regia di Luciano Odorisio (2004)
- Amore e libertà - Masaniello, regia di Angelo Antonucci (2006)
- C'è sempre un perché, regia di Dario Baldi (2012)
- Ultima fermata, regia di Giambattista Assanti (2013)
- Fratelli unici, regia di Alessio Maria Federici (2014)
- A Napoli non piove mai, regia di Sergio Assisi (2015)[8][9]
- Chi ha rapito Jerry Calà?, regia di Jerry Calà (2023)
- Il mio regno per una farfalla, regia di Sergio Assisi (2024)

### Televisione
- La squadra – serie TV (2000)
- L'attentatuni - Il grande attentato, regia di Claudio Bonivento – miniserie TV (2001)
- La casa dell'angelo, regia di Giuliana Gamba – film TV (2002)
- Ics - L'amore ti dà un nome, regia di Alberto Negrin – miniserie TV (2003)
- La contessa di Castiglione, regia di Josée Dayan – miniserie TV 2005)
- Imperia, la grande cortigiana, regia di Pier Francesco Pingitore – film TV (2005)
- Elisa di Rivombrosa 2 – serie TV (2005)
- Capri – serie TV (2006)
- Assunta Spina, regia di Riccardo Milani – miniserie TV (2006)
- Graffio di tigre, regia di Alfredo Peyretti – miniserie TV (2007)
- Capri 2 – serie TV (2008)
- Mannaggia alla miseria, regia di Lina Wertmüller – film TV (2010)
- Le ragazze dello swing, regia di Maurizio Zaccaro – miniserie TV (2010)
- Zodiaco - Il libro perduto, regia di Tonino Zangardi – miniserie TV (2012)
- Il commissario Nardone – serie TV (2012)
- Purché finisca bene – serie TV, episodio Una coppia modello (2014)
- Rimbocchiamoci le maniche – serie TV (2016)
- Una pallottola nel cuore 3 – serie TV (2018)
- Purché finisca bene – serie TV, episodio Basta un paio di baffi (2019)
- Purché finisca bene – serie TV, episodio Non ho niente da perdere (2019)
- L'allieva 3, regia di Fabrizio Costa e Lodovico Gasparini (2020)
- Gloria, regia di Fausto Brizzi - serie TV (2024)

### Cortometraggi
- All Stars, regia di Gianfranco Giagni (2001)
- Leggenda metropolitana, regia di Sergio Assisi e Daniele Cantalupo (2004)
- Lo specialista, regia di Giorgio Amato (2008)
- L'essenziale è invisibile agli occhi (2009)
- Gym Tonic Comedy, regia di Luigi Russo (2009)
- Napoli, il lungomare più bello del mondo, regia di Daniele Cantalupo (2012)
- Portati 'o pigiama, regia di Pappi Corsicato (2014)

## Teatro
- George Dandin di Molière, regia di Livio Galassi (1993)
- Il sangue degli Atridi da Euripide, regia di Mario Santella (1993)
- Romeo e Giulietta di William Shakespeare, regia di Livio Galassi (1995)
- La Tabernaria di Giambattista Della Porta, regia di Lucio Allocca (1995)
- La figlia di Iorio di Gabriele D'Annunzio, regia di Livio Galassi (1995)
- Ifigenia, da Euripide, regia di Mario Santella (1995)
- Il servitore di due padroni di Carlo Goldoni, regia di Lucio Allocca (1996)
- Storia di una rivoluzione, regia di Pasquale Della Monaco (1996)
- Un turco napoletano di Eduardo Scarpetta, regia di Livio Galassi (1996)
- Le troiane, da Euripide, regia di Livio Galassi (1996)
- García Lorca, regia di Giovanni Sirano (1996)
- Ritratti, regia di Barbara De Luca (1996)
- Lo Scarfalietto di Eduardo Scarpetta, regia di Mario Scarpetta (1997)
- La fortuna bussa all'armadio di Scarnicci e Tarabusi, regia di Benedetto Casillo (1997)
- Masaniello di Tato Russo, regia di Tato Russo (1998)
- Il 68 di Tato Russo, regia di Lucio Allocca (1998)
- Sogno di una notte di mezza estate di William Shakespeare, regia di Tato Russo (2002)
- C'è folla al castello di Jean Tardieu, regia di Sergio Assisi (2003)
- L'amico ritrovato di Fred Uhlman, regia di Gianbattista Assanti (2013)
- Oggi sto da Dio, regia di Mauro Mandolini (2015)
- L'ispettore Drake e il delitto perfetto, regia di Sergio Assisi (2017-2018)
- Sono ancora vivo, regia di Sergio Assisi (2017)
- Prestazioni straordinarie, regia di Massimiliano Vado (2018)
- Ranavuottoli (Le Sorellastre), regia di Lello Serao (2018-2019)
- Mi dimetto da uomo, regia di Sergio Assisi (2024)

## Programmi televisivi
- Miss Italia (Rai 1, 2009, 2012) – giurato
- Ballando con le stelle (Rai 1, 2012) – concorrente
- Tale e quale show (Rai 1, 2016) – concorrente
- Meraviglie - La penisola dei tesori (Rai 1, 2018)[10]
- PrimaFestival (Rai 1, 2018) – conduttore
- Il cantante mascherato (Rai 1, 2021) – concorrente

### Videoclip
- Afferrare una stella – Edoardo Bennato (2001)

## Libri
- S/Pazza Napoli, (in collaborazione con Dario Assisi e Domenico Raio) edito da Arnoldo Mondadori Editore, 2008
- San Giuseppe, facci vincere lo scudetto fino al 3000, edito da Arnoldo Mondadori Editore, 2009
- Strapazza Napoli Vol.2, edito da Arnoldo Mondadori Editore, 2012
- Quando l'amore non basta, edito da Cairo Editore, 2013
- Noi speriamo che ce la caviamo, edito da Cairo Editore, 2014

## Riconoscimenti
- Premio come miglior attore protagonista per Amore e libertà – Masaniello al Festival del Cinema di Salerno, 2006
- Premio Nazionale Arycanda – Riconoscimento dei magistrati, 2008
- Premio miglior attore di fiction per Mannaggia alla miseria al Galà del cinema e della fiction in Campania, 2010
- Premio Speciale per il miglior corto di promozione del territorio per Il lungomare più bello del mondo al Galà del cinema e della fiction in Campania, 2012
- Premio Pulcinella per meriti artistici a Napoli prima e dopo, 2014
- Premio come miglior attore non protagonista per Ultima Fermata al Santa Marinella Film Festival, 2015
- Premio Speciale al Foggia Film Festival per A Napoli non piove mai, 2015
- Premio Charlot a L'Ispettore Drake e il delitto perfetto, 2017